# Aba I.
Aba I. (také Mar Abba I. Veliký; † 552) byl v letech 540 až 552 velkým metropolitou (katholikos) církve Východu. Zavedl do liturgie anafory Theodora z Mopsuestie a Nestoria vedle starší anafory Addaie a Mariho. Ačkoli během jeho působení jako katolika následkem persko-římských válek přetrvávaly pro křesťany hrozby ze strany jak sásánovských, tak byzantských vládců, jeho působení je považováno za období konsolidace. Synoda, kterou konal v roce 544, významně přispěla k posílení a sjednocení církve. Aba prý napsal a přeložil řadu spisů.
Aba je svatým asyrské církve Východu, starobylé církve Východu a chaldejské katolické církve, jejíž seminář v San Diegu ve Spojených státech amerických je pojmenován po něm. Abův svátek se slaví sedmý pátek po Zjevení Páně a 28. února.
Abovy životopisy lze nalézt ve Vybraných skutcích perských mučedníků a Malých východních církvích, dvou sbírkách životopisů svatých východní církve.

## Život
Aba se narodil do zoroastrovské perské rodiny; Jeho rodištěm byla Hala v Mezopotámii. Stal se tajemníkem guvernéra z Beth Garmai, pak konvertoval ke křesťanství. Studoval teologii a později učil na škole v Nisibisu. Získal uznání jako učenec a pokračoval ve studiích v Edesse, kde se od Tomáše z Edessy naučil řecky. Pak procestoval byzantskou říši a kolem roku 525/530 se v Alexandrii setkal s Kosmasem Indikopleustem, který za svou kosmologii vděčí již nedochovanému Abovu pojednání O dvou katastasích. Abovi I. se připisuje překlad nebo alespoň dozor nad překladem klíčových textů teologie včetně děl Theodora a Nestoria. K jeho vlastním textům patří biblické komentáře, homilie a synodální dopisy.
Když Aba šířil biblické exegeze a komentáře Theodora z Mopsuestie, zaujal tím kontroverzní postoj. Byzantský císař Justinián I. se s ním pokusil setkat kolem roku 532, před jeho vysvěcením na katholika. Chtěl ho přesvědčit, aby se zřekl Theodorova učení. Justinián také připravil odsouzení Theodora a jeho děl, zjevně v silném rozporu s Abovými názory. Ústupky Justiniánovým myšlenkám by však byly pro Abu politicky nežádoucí, protože jeho asyrská církev Východu získala nezávislost na křesťanském Západě teprve na koncilu v Dadishu roku 424. Aba se proto na jednání s císařem nedostavil.
Abovo funkční období jako katolika v asyrské církvi Východu ukončilo patnáctileté schizma. Odlehlé oblasti jeho jurisdikce si během této doby vybraly svého vlastního vzdorobiskupa. Mar Aba dokázal rozkol vyřešit tím, že dotyčné oblasti navštívil a obnovil soulad. Roku 544 svolal synodu, na které měly být dohody ratifikovány. Synoda rozhodla, že metropolité oblastí pod jurisdikcí Seleukie-Ktésifónu by měli v budoucnu volit patriarchy na formálním volebním shromáždění. Tato dohoda však byla v následujících letech silně podkopána, a to nejen když Husrav I., perský šáh, ovlivnil volbu Josipa I., Abova nástupce.
Akta synody také obsahují popis „pravé víry“, který napsal sám Aba. Některé z jeho předpisů demonstrují specificky perský charakter církve Východu. Zejména předpisy o sňatcích, které zakazují sňatky blízce spřízněných osob, jsou zjevně zamýšleny jako reakce na otevřené zvyky zoroastrovské kultury a odhalují kulturní pozadí textu.
Za života Mar Aby se zvýšilo napětí mezi perskou a byzantskou říší. Po ozbrojených střetech v perské říši ve 40. letech 5. století zesílilo pronásledování křesťanů. Zoroastristé, kteří Mar Abou pohrdali jako odpadlíkem, vyvíjeli nátlak na Husrava, aby proti Mar Abovi zakročil. Za trest za proselytizaci mezi vyznavači zoroastrismu byl Mar Aba umístěn do domácího vězení a později poslán do vyhnanství v Ázerbájdžánu. Po sedmi letech se však směl vrátit a zůstal patriarchou až do své smrti v roce 552. Podle některých zpráv zemřel na následky mučení a věznění.